# 50
O ano 50 (L) foi um ano comum do calendário juliano, em vigor à época.
No Império Romano, 50 foi designado como "o do consulado de Veto e Nerulino" ou, menos comummente, como o "803 Ab urbe condita", sendo a denominação como 50 posterior, da Idade Média.
De acordo com o Calendário Juliano, teve início e terminou a uma quinta-feira. a sua letra dominical foi D.
| Ano completo                        |
| ----------------------------------- |
| Ano comum com início à quinta-feira |

## Acontecimentos
- Heron de Alexandria constrói uma máquina a vapor.
- O mais antigo concílio foi o Concílio de Jerusalém convocado por São Pedro.
- Os maias usam um símbolo para o zero.
- São Paulo difunde o cristianismo.
- Redação do Novo Testamento.
- Construção da Pirâmide do Sol.

## Nascimentos
- Plutarco - historiador, biógrafo e ensaísta grego.
- Epiteto - filósofo grego estoico

## Mortes
- Fílon de Alexandria